# Mallotus glabriusculus
Mallotus glabriusculus är en törelväxtart som först beskrevs av Wilhelm Sulpiz Kurz, och fick sitt nu gällande namn av Ferdinand Albin Pax och Käthe Hoffmann. Mallotus glabriusculus ingår i släktet Mallotus och familjen törelväxter. Inga underarter finns listade i Catalogue of Life.